# Ločki Vrh (gmina Benedikt)
Ločki Vrh – miejscowość w Słowenii w gminie Benedikt.